# Ghukasavan
Ghukasavan är en ort i Armenien. Den ligger i provinsen Ararat, i den centrala delen av landet, 10 kilometer sydväst om huvudstaden Jerevan. Ghukasavan ligger 852 meter över havet och antalet invånare är 2 113.
Terrängen runt Ghukasavan är platt åt sydväst, men åt nordost är den kuperad. Runt Ghukasavan är det ganska tätbefolkat, med 155 invånare per kvadratkilometer.. Närmaste större samhälle är Jerevan, 10,3 kilometer nordost om Ghukasavan.
Trakten runt Ghukasavan består till största delen av jordbruksmark.